# 唐纳德·赫布
唐纳德·奧丁·赫布，FRS（英語：Donald Olding Hebb，1904年7月22日—1985年8月20日），加拿大心理学家，在神经心理学领域有重要贡献，致力于研究神经元在心理过程中的作用。他被认为是神经心理学与神经网络之父。

## 生平
赫布出生于加拿大新斯科舍省切斯特（Chester）。曾就读于戴尔豪斯大学并于1925年获文学士学位。毕业后回家乡中学教书。后来他对西格蒙德·弗洛伊德、威廉·詹姆士、约翰·华生等人的著作产生兴趣，并于1928年进入麦吉尔大学心理学系，成为一名在职研究生。在这里他阅读了查尔斯·谢灵顿、伊万·巴甫洛夫等人的作品，并以优等成绩毕业。1934年进入芝加哥大学学习，师从行为主义心理学家卡尔·拉什利（Karl Lashley）。后跟随拉什利前往哈佛大学，并于1936年获博士学位。
1937年他返回加拿大，在蒙特利尔神经科学研究所（Montreal Neurological Institute）与神经科学家怀尔德·彭菲尔德（Wilder Penfield）一同从事研究。1939年赴女王大学任教。在这里他与肯内特·威廉姆斯（Kenneth Williams）一同发明了用来测试老鼠智力的赫布－威廉姆斯迷宫（Hebb-Williams maze），并证明了“老鼠幼年时期的经历对其成年后解决问题的能力有持久性的影响”，这一结论成为了发展心理学中的重要原理。1942年起他前往耶基斯国家灵长类研究中心（Yerkes National Primate Research Center）工作，并再次与拉什利合作，从事黑猩猩的情绪研究。1947年回到麦吉尔大学任心理学教授，并于次年出任系主任。1949年他出版《行为的组织》（The Organization of Behavior）一书，提出了知名的赫布理论。1970年担任麦吉尔大学校长。1972年退休，并继续担任荣休教授。1980年又回到戴尔豪斯大学任心理学荣休教授。1985年逝世。